# Oração de São Miguel Arcanjo

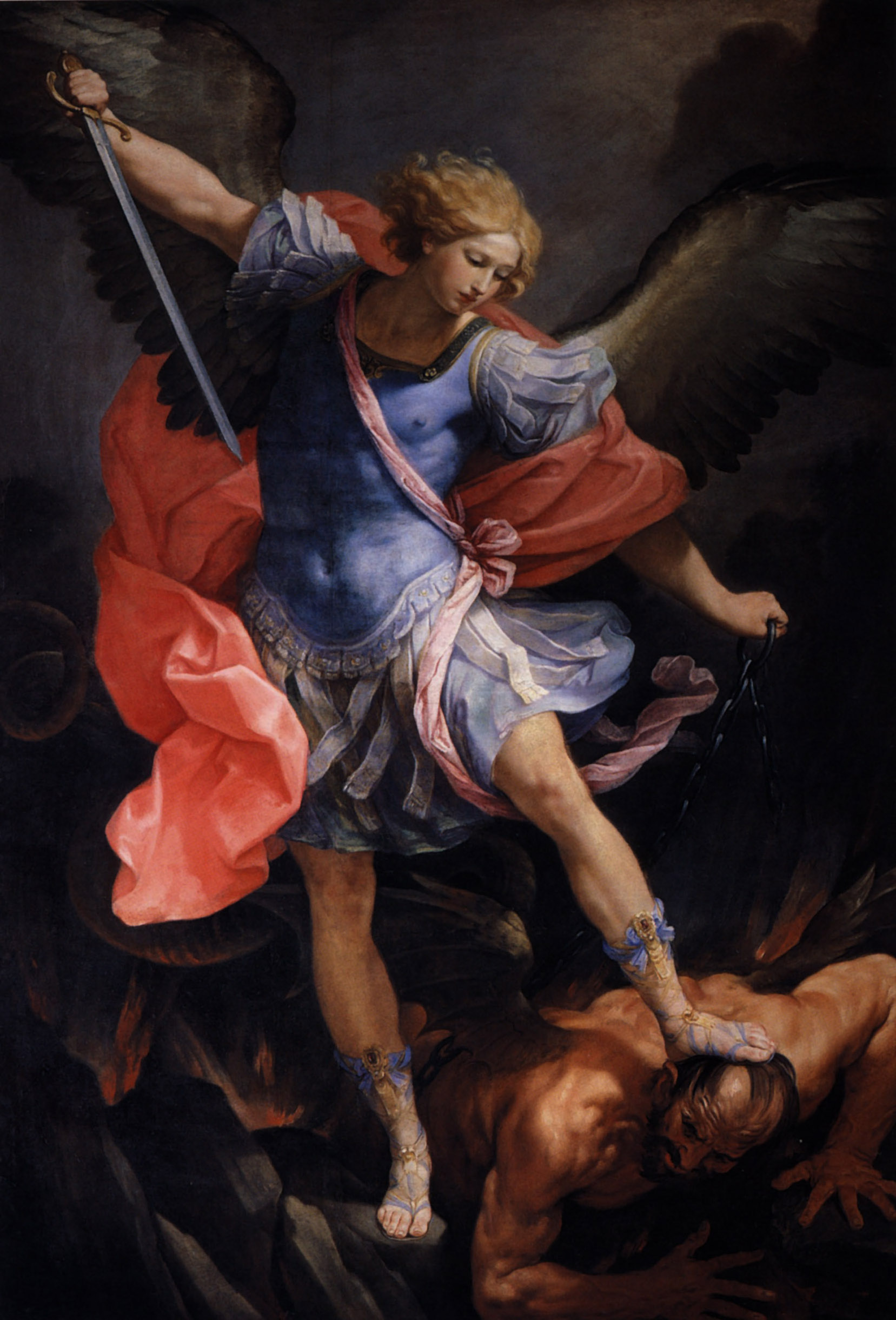
Miguel Arcanjo, de Guido Reni, Santa Maria della Concezione, Roma, 1636.

A Oração de São Miguel Arcanjo geralmente se refere a uma oração católica específica ao arcanjo Miguel, dentre as várias orações existentes que lhe são dirigidas. Isso se enquadra no âmbito das orações sobre guerra espiritual. De 1886 a 1964, esta oração foi recitada após a missa baixa na Igreja Católica, embora não tenha sido incorporada ao texto ou às rubricas da missa. Outras orações a São Miguel também foram oficialmente aprovadas e impressas em cartões de oração. Oração a São Miguel Arcanjo do papa Leão XIII:
São Miguel Arcanjo, defendei-nos no combate; sede o nosso refúgio contra as maldades e ciladas do demônio. Que Deus manifeste o seu poder sobre ele, eis a nossa humilde súplica. E vós, Príncipe da Milícia Celeste, com o poder que Deus vos conferiu, precipitai no inferno Satanás e os outros espíritos malignos, que andam pelo mundo tentando as almas. Amém.

## Contexto histórico

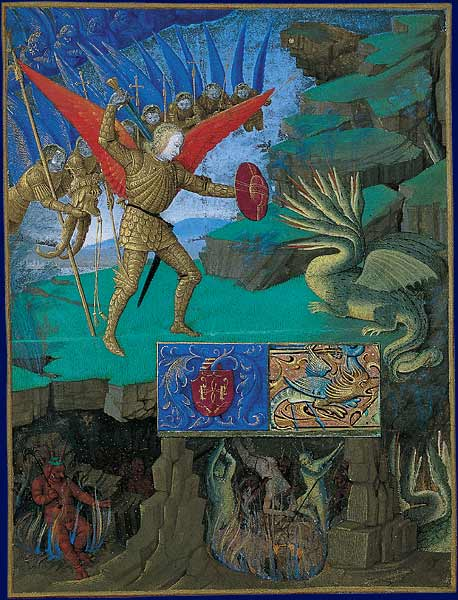
São Miguel lutando contra o dragão (miniatura do Livro de Horas de Étienne Chevalier)

A ameaça à Igreja na época, era a campanha do governo italiano contra os Estados Papais. O texto de 1890 foi composto e publicado vinte anos depois da captura de Roma ter privado o Papa do último vestígio da sua soberania temporal. A residência papal no Palácio do Quirinal foi convertida na do rei Vítor Emanuel II da Itália.

## Nas orações leoninas
Em 1886, o Papa Leão XIII acrescentou uma Oração a São Miguel às Orações leoninas, que ele havia ordenado que fossem rezadas após a Missa baixa, dois anos antes.
| Sancte Míchael Archángele, defénde nos in próelio; contra nequítiam et insídias diáboli esto praesídium. Imperet illi Deus, súpplices deprecámur, tuque, Prínceps milítiae caeléstis, Sátanam aliósque spíritus malígnos, qui ad perditiónem animárum pervagántur in mundo, divína virtúte, in inférnum detrúde. Amen. | São Miguel Arcanjo, defendei-nos no combate; sede nosso refúgio contra a maldade e as ciladas do demônio! Ordene-lhe Deus, instantemente o suplicamos, e vós, príncipe da milícia celeste, pela virtude divina, precipitai ao inferno satanás e todos os espíritos malignos que andam pelo mundo para perder as almas. Amém. |
| | |

As palavras iniciais da oração são semelhantes ao verso Aleluia para as festas de São Miguel, de 8 de maio e 29 de setembro no Missal Romano da época, que dizia:
| Sancte Michael, defende nos in proelio ut non pereamus in tremendo iudicio. | São Miguel, defendei-nos no combate; para que não pereçamos no terrível julgamento. |
|                                                                             |                                                                                     |

### História

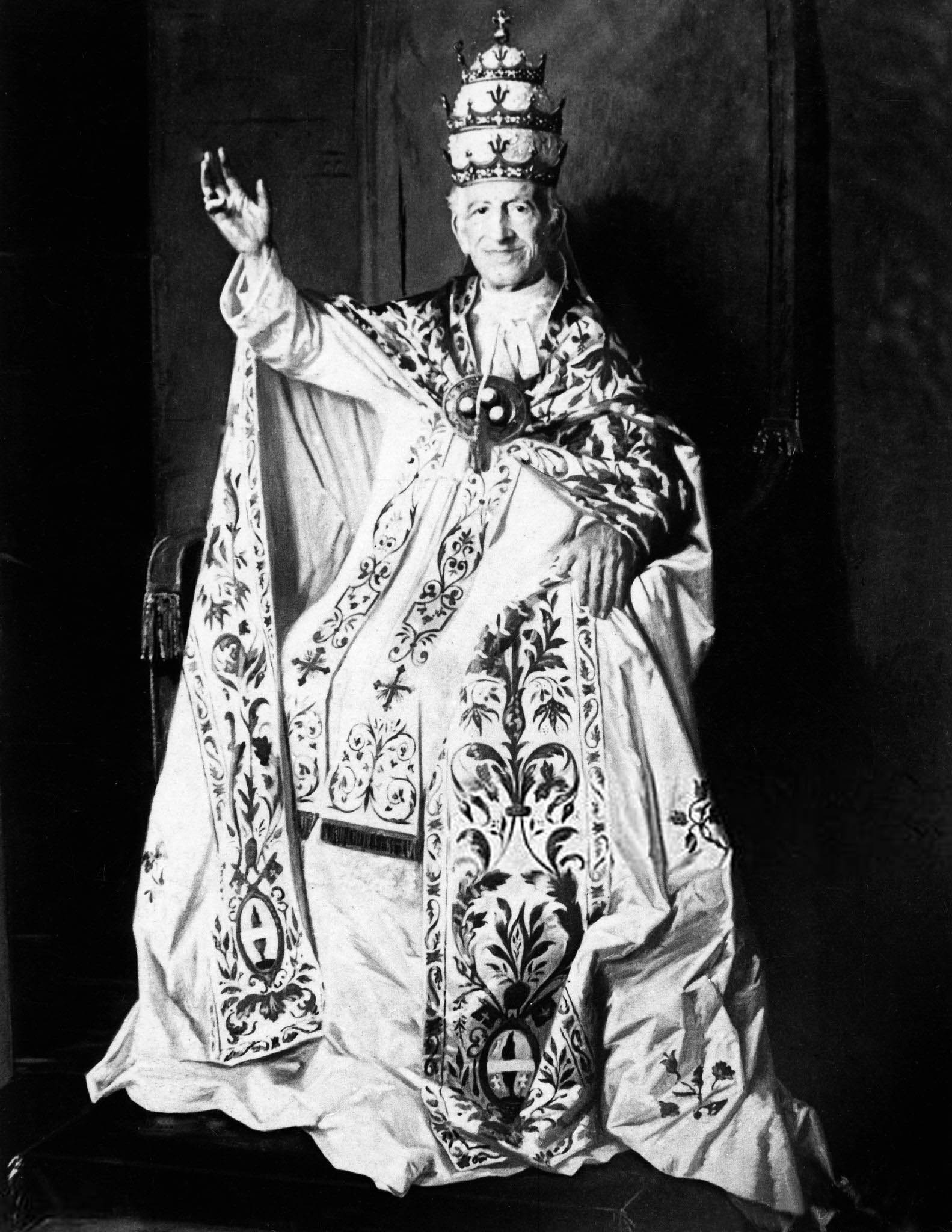
Papa Leão XIII.

As 'Orações Leoninas' tiveram origem em 1884, quando o Papa Leão XIII ordenou que certas orações fossem ditas após a missa baixa, em defesa da independência da Santa Sé. Procurou-se a ajuda de Deus para uma solução satisfatória para a perda da soberania temporal do papa, que o privou da independência considerada necessária para o uso eficaz da sua autoridade espiritual. A oração a São Miguel descrita acima, foi acrescentada às Orações Leoninas em 1886.
O status do papa como líder temporal foi restaurado em 1929 com a criação do Estado da Cidade do Vaticano e, no ano seguinte, o Papa Pio XI ordenou que a intenção pela qual essas orações deveriam ser oferecidas a partir de então, era que "aos aflitos filhos da Rússia seja permitido restaurar a tranquilidade e a liberdade de professar a sua fé".
A prática de recitar esta e outras orações leoninas após a missa foi oficialmente suprimida pela Instrução Inter oecumenici de 26 de setembro de 1964, que entrou em vigor em 7 de março de 1965.
Eliminar a obrigação de recitar esta oração (juntamente com as três Ave-Marias, a Salve Rainha e a oração pela Igreja) após a missa baixa, não significava proibir o seu uso, seja privadamente ou publicamente, em outras circunstâncias. Trinta anos depois, o Papa João Paulo II recomendou o seu uso, dizendo:
Que a oração nos fortaleça para a batalha espiritual de que fala a Carta aos Efésios: «Fortalecei-vos no Senhor e na força do seu poder» (Efésios 6,10). O livro do Apocalipse refere-se a esta mesma batalha, evocando diante dos nossos olhos a imagem de São Miguel Arcanjo (cf. Apocalipse 12,7). O Papa Leão XIII certamente tinha este quadro em mente quando, no final do século passado, trouxe, para toda a Igreja, uma oração especial a São Miguel:

"São Miguel Arcanjo, defenda-nos na batalha. Seja nossa proteção contra as maldades e armadilhas do diabo; Que Deus o repreenda, oramos humildemente; E tu, ó Príncipe da Hoste Celestial, pelo poder de Deus, empurre para o inferno Satanás e todos os espíritos malignos que vagam pelo mundo para a ruína das almas".

Embora esta oração já não seja recitada no final da missa, peço a todos que não a esqueçam e que a recitem para obter ajuda na batalha contra as forças das trevas e contra o espírito deste mundo. Regina Coeli, 24 de abril de 1994
No dia 29 de setembro de 2018, o Papa Francisco pediu aos católicos de todo o mundo que rezassem o rosário todos os dias durante o mês de outubro seguinte e o concluíssem com a antiga oração "Sub tuum praesidium" e a oração leonina a São Miguel. Pediu-lhes "que rezem para que a Santa Mãe de Deus coloque a Igreja sob o seu manto protetor: para preservá-la dos ataques do demônio, o grande acusador, e ao mesmo tempo para torná-la mais consciente das faltas, dos erros e os abusos cometidos no presente e no passado, e empenhados em combater sem qualquer hesitação, para que o mal não prevaleça".
Um mês antes, o Papa Francisco apelou de forma mais genérica a "um exercício penitencial da oração e do jejum" tendo em conta os escândalos relativos aos casos de abuso sexual na Igreja Católica.

## Oração de exorcismo
Uma oração bem diferente a São Miguel foi incluída numa fórmula de exorcismo publicada na edição de 1890 a 1891 da Acta Sanctae Sedis para uso dos bispos e dos padres autorizados a realizar exorcismos. A qualquer um destes que recitasse devotamente a fórmula diariamente, o Papa Leão XIII concedeu, em 18 de maio de 1890, uma indulgência parcial em cada dia e uma indulgência plenária sempre que o fizessem durante um mês inteiro.
Este "Exorcismo contra Satanás e os anjos apóstatas" (em latim: Exorcismus in Satanam et angelos apostaticos) abre com alguns versos dos Salmos e depois apresenta uma longa oração a São Miguel seguida imediatamente pela própria oração de exorcismo, que começa com uma série de dez conjurações.
A fórmula do exorcismo, com a oração incorporada a São Miguel, foi inserida na edição de 1898 do Ritual Romano.

### A prece de 1890 a São Miguel
| Texto em latim | Tradução em português |
| --- | --- |
| Princeps gloriosissime caelestis militiae, sancte Michael Archangele, defende nos in proelio et colluctatione, quae nobis adversus principes et potestates, adversus mundi rectores tenebrarum harum, contra spiritualia nequitiae, in caelestibus. | Ó glorioso Arcanjo São Miguel, príncipe das hostes celestiais, defendei-nos na batalha e na luta que é nossa contra os principados e potestades, contra os governantes deste mundo de trevas, contra os espíritos do mal nos lugares elevados (). |
| Veni in auxilium hominum, quos Deus creavit inexterminabiles, et ad imaginem similitudinis suae fecit, et a tyrannide diaboli emit pretio magno. | Venha em auxílio dos homens, a quem Deus criou imortal, feito à sua imagem e semelhança, e redimido por um grande preço da tirania do diabo (, ). |
| Proeliare hodie cum beatorum Angelorum exercitu proelia Domini, sicut pugnasti contra ducem superbiae Luciferum, et angelos eius apostaticos: et non valuerunt, neque locus inventus est eorum amplius in coelo. Sed proiectus est draco ille magnus, serpens antiquus, qui vocatur diabolus et satanas, qui seducit universum orbem; et proiectus est in terram, et angeli eius cum illo missi sunt. | Lute hoje a batalha do Senhor, junto com os santos anjos, como já lutou contra o líder dos orgulhosos anjos, Lúcifer, e seu exército apóstata, que eram impotentes para resistir a você, e não havia mais lugar para eles no paraíso. Mas aquela cruel, aquela antiga serpente, que se chama diabo ou Satanás, que seduz o mundo inteiro, foi lançada no abismo com todos os seus anjos (). |
| En antiquus inimicus et homicida vehementer erectus est. Transfiguratus in angelum lucis, cum tota malignorum spirituum caterva late circuit et invadit terram, ut in ea deleat nomen Dei et Christi eius, animasque ad aeternae gloriae coronam destinatas furetur, mactet ac perdat in sempiternum interitum.                                                                                       | Eis que este inimigo primitivo e matador de homens tomou coragem. Transformado em anjo de luz, ele vagueia com toda a multidão de espíritos malignos, invadindo a terra para apagar o nome de Deus e de seu Cristo, para tomar posse, matar e lançar na perdição eterna, almas destinadas à coroa da glória eterna.                                                                         |
| Virus nequitiae suae, tamquam flumen immundissimum, draco maleficus transfundit in homines depravatos mente et corruptos corde; spiritum mendacii, impietatis et blasphemiae; halitumque mortiferum luxuriae, vitiorum omnium et iniquitatum. | Este dragão perverso derrama, como uma inundação impura, o veneno de sua malícia sobre homens de mente depravada e coração corrupto, o espírito de mentira, de impiedade, de blasfêmia, e o hálito pestilento da impureza, e de todo vício e iniquidade. |
| Ecclesiam, Agni immaculati sponsam, faverrimi hostes repleverunt amaritudinibus, inebriarunt absinthio; ad omnia desiderabilia eius impias miserunt manus. | Estes inimigos astuciosos encheram e embriagaram de fel e amargura a Igreja, esposa do Cordeiro Imaculado, e impuseram mãos ímpias sobre os seus bens mais sagrados. (). |
| Ubi sedes beatissimi Petri et Cathedra veritatis ad lucem gentium constituta est, ibi thronum posuerunt abominationis et impietatis suae; ut percusso Pastore, et gregem disperdere valeant. | No próprio Santo Lugar, onde foi instalada a Sé do Santíssimo Pedro e a Cátedra da Verdade para a luz do mundo, eles ergueram o trono da sua abominável impiedade; para que pudessem ferir o pastor e dispersar o rebanho. |
| Adesto itaque, Dux invictissime, populo Dei contra irrumpentes spirituales nequitias, et fac victoriam. | Levanta-te então, ó príncipe invencível, traz ajuda contra os ataques dos espíritos perdidos ao povo de Deus, e traz-lhes a vitória. |
| Te custodem et patronum sancta veneratur Ecclesia; te gloriatur defensore adversus terrestrium et infernorum nefarias potestates; tibi tradidit Dominus animas redemptorum in superna felicitate locandas. | A Igreja te venera como protetor e padroeiro; em ti, a Santa Igreja gloria-se como sua defesa contra os poderes maliciosos deste mundo e do inferno; a ti Deus confiou as almas dos homens para serem estabelecidas na bem-aventurança celestial. |
| Deprecare Deum pacis, ut conterat satanam sub pedibus nostris, ne ultra valeat captivos tenere homines, et Ecclesiae nocere. | Oh, ore ao Deus da paz para que Ele coloque Satanás sob nossos pés, tão vencido que não será mais capaz de manter os homens em cativeiro e prejudicar a Igreja. |
| Offer nostras preces in conspectu Altissimi, ut cito anticipent nos misericordiae Domini, et apprehendas draconem, serpentem antiquum, qui est diabolus et satanas, ac ligatum mittas in abyssum, ut non seducat amplius gentes. | Oferecei nossas orações aos olhos do Altíssimo, para que rapidamente conciliem as misericórdias do Senhor; e derrotando o dragão, a antiga serpente, que é o diabo e Satanás, faça-o novamente cativo no abismo, para que ele não possa mais seduzir as nações. Amém. |

### A prece de 1902 a São Miguel
Em 1902, um ano e meio antes da morte do Papa Leão XIII, uma nova edição do Ritual Romano encurtou consideravelmente a fórmula do exorcismo como um todo, e em particular a oração a São Miguel nela contida.
| Texto em latim | Tradução em português |
| --- | --- |
| Princeps gloriosissime caelestis militiae, sancte Michael Archangele, defende nos in proelio adversus principes et potestates, adversus mundi rectores tenebrarum harum, contra spiritalia nequitiae, in caelestibus.                  | São Miguel Arcanjo, ilustre líder do exército celestial, defenda-nos na batalha contra os principados e potestades, contra os governantes do mundo das trevas e o espírito da maldade nos lugares elevados.                                         |
| Veni in auxilium hominum, quos Deus ad imaginem similitudinis suae fecit, et a tyrannide diaboli emit pretio magno. | Venha em socorro da humanidade, a quem Deus criou à Sua própria imagem e semelhança, e comprou da tirania de Satanás por um preço tão alto. |
| Te custodem et patronum sancta veneratur Ecclesia; tibi tradidit Dominus animas redemptorum in superna felicitate locandas. | A Santa Igreja te venera como seu padroeiro e guardião. O Senhor confiou-vos a tarefa de conduzir as almas dos redimidos à bem-aventurança celestial.                                                                                               |
| Deprecare Deum pacis, ut conterat Satanam sub pedibus nostris, ne ultra valeat captivos tenere homines, et Ecclesiae nocere. | Rogai ao Senhor da paz que derrube Satanás debaixo dos nossos pés, de modo a impedi-lo de continuar a manter o homem cativo e de causar danos à Igreja.                                                                                             |
| Offer nostras preces in conspectu Altissimi, ut cito anticipent nos misericordiae Domini, et apprehendas draconem, serpentem antiquum, qui est diabolus et Satanas, et ligatum mittas in abyssum, ut non seducat amplius gentes. Amen. | Levai nossas preces ao trono de Deus, para que a misericórdia do Senhor possa vir rapidamente e dominar a besta, a antiga serpente, Satanás e seus demônios, lançando-o acorrentado no abismo, para que ele não possa mais seduzir as nações. Amém. |

Em 1999, a Santa Sé publicou uma versão revisada do seu Ritual de Exorcismo. Na sua "súplica e exorcismo que pode ser utilizado em circunstâncias especiais que afetam a Igreja", inclui, para uso facultativo, a oração de 1902 a São Miguel e permite também que seja substituída por outra oração mais conhecida pelo povo (pp. 76-77). Inclui o texto de 1886 (Orações Leoninas) como uma das "súplicas que os fiéis podem usar na sua luta contra os poderes das trevas" (p.83). A oração de 1890 não está incluída.

### Uso não autorizado
Em 29 de setembro de 1985, o cardeal Joseph Ratzinger, Prefeito da Congregação para a Doutrina da Fé, escreveu para os ordinários católicos, lembrando a necessidade de manter a norma canônica de que os exorcismos devem ser realizados apenas por padres selecionados que tenham sido autorizados pelo ordinário local e que, portanto, é ilícito para outros católicos usarem a fórmula do exorcismo contra Satanás e os anjos caídos, extraído daquele publicado por ordem do Papa Leão XIII, muito menos usar o texto integral deste exorcismo.

## Oração de consagração

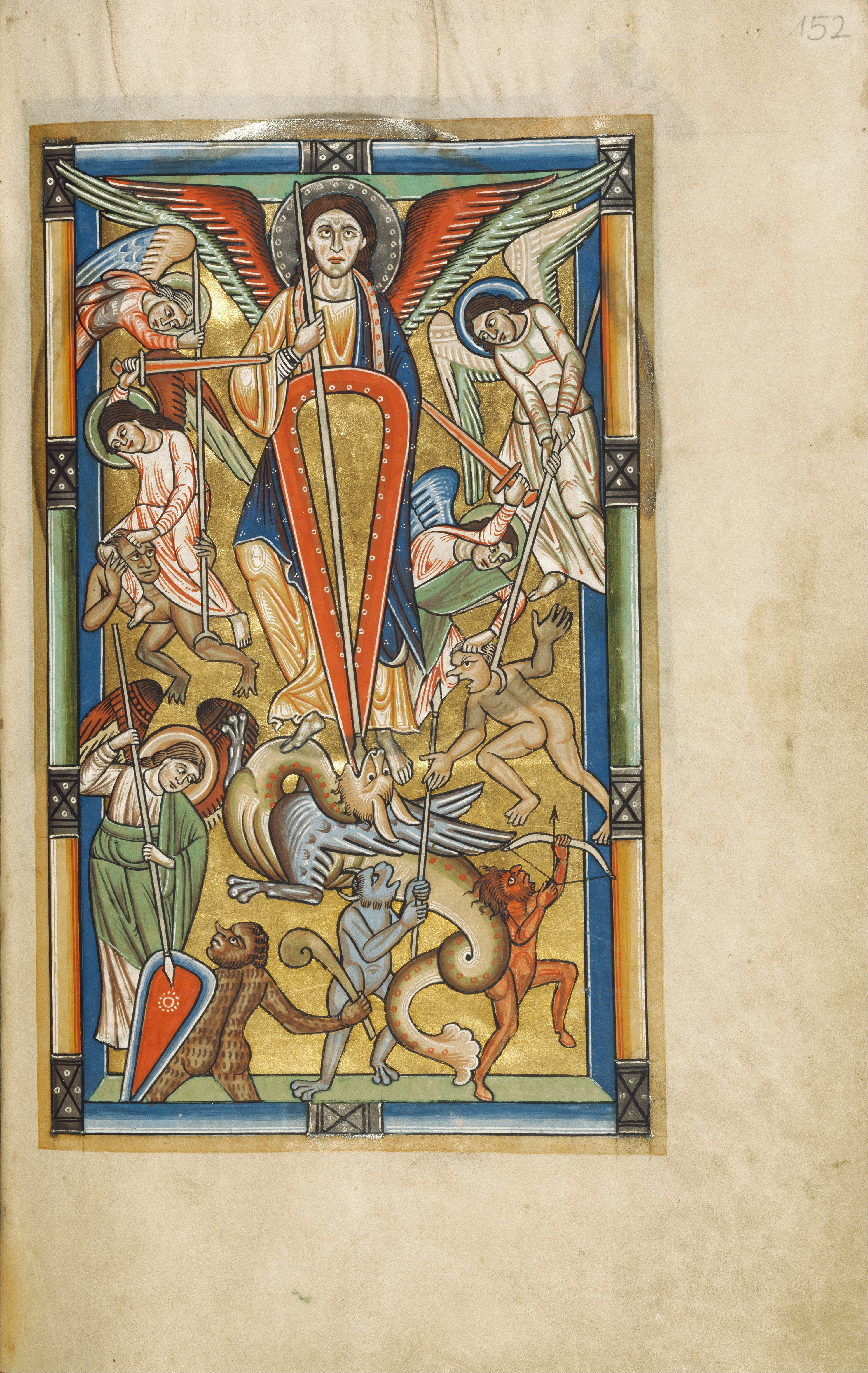
São Miguel lutando contra o dragão (iluminura, provavelmente da década de 1170, no Museu Getty).

O Opus Sanctorum Angelorum apresenta a seguinte oração como um Ato de Consagração a São Miguel Arcanjo:
Ó nobilíssimo Príncipe das Hierarquias Angélicas, valoroso guerreiro de Deus Todo-Poderoso e zeloso amante de Sua glória, terror dos anjos rebeldes e amor e deleite de todos os anjos justos, meu amado Arcanjo São Miguel, desejando ser contado entre seus devotados servos, eu hoje me ofereço e consagro a você, e coloco a mim mesmo, minha família e tudo o que possuo sob sua mais poderosa proteção.

Peço-te que não olhes para o pouco que eu, como teu servo, tenho a oferecer, sendo apenas um miserável pecador, mas que olhes, antes, com olhos favoráveis para o sincero afeto com que esta oferta é feita, e lembra-te de que se deste dia em diante eu estiver sob teu patrocínio, deves durante toda a minha vida assistir-me e obter-me o perdão das minhas muitas ofensas e pecados graves, a graça de amar de todo o meu coração a meu Deus, meu querido Salvador Jesus e minha Doce Mãe Maria, e obter-me toda a ajuda necessária para chegar à minha coroa de glória.
Defenda-me sempre dos meus inimigos espirituais, principalmente nos últimos momentos da minha vida.

Vem então, ó Glorioso Príncipe, e socorre-me na minha última luta, e com a tua arma poderosa, lança para longe de mim, nos abismos infernais, aquele anjo prevaricador e orgulhoso que um dia tu prostraste na batalha celeste. Amém.

## Histórias sobre a origem da oração

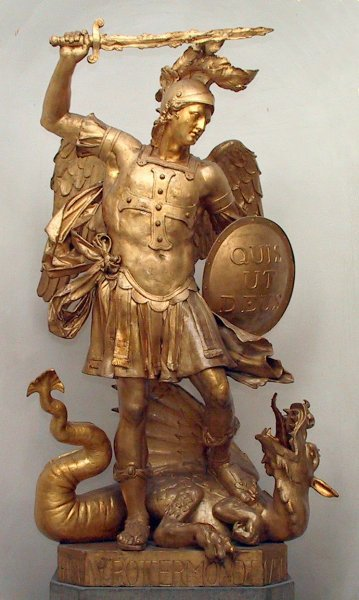
Estátua do Arcanjo Miguel, Universidade de Bonn, matando Satanás representado como um dragão. Quis ut Deus ("Quem é como Deus?") está inscrito em seu escudo.

Um artigo no periódico romano Ephemerides Liturgicae em 1955, deu um relato em latim e italiano de como a oração de São Miguel (nas Orações Leoninas) supostamente se originou. A nota de rodapé nove deste relato, cita um artigo em outro periódico italiano chamado La Settimana del Clero, de 1947, por Domenico Pechenino, que trabalhou no Vaticano durante o tempo de Leão XIII, em que ele disse que depois que Leão celebrou uma missa, parecia estar olhando para algo; então foi para seu escritório particular, com seus assistentes perguntando se ele estava bem. Meia hora depois, ele havia escrito a oração de São Miguel.
De acordo com o mesmo artigo em Ephemerides Liturgicae, Giovanni Nasalli Rocca di Corneliano escreveu em seu Litteris Pastoralibus pro Quadragesima ("Cartas Pastorais para a Quaresma") que, de acordo com o secretário particular de Leão, Rinaldo Angeli, Leão teve uma visão de espíritos demoníacos que estavam se reunindo na Cidade Eterna (Roma); ele escreveu a oração de São Miguel, e frequentemente a dizia, em resposta à visão. Leão também escreveu pessoalmente uma oração de exorcismo incluída no Ritual Romano, e recomendou que bispos e padres lessem esses exorcismos frequentemente em suas dioceses e paróquias. Este relato não fala da oração incluída nas Orações Leoninas, mas do exorcismo geral do qual a oração fazia parte a princípio, e para o qual mais tarde (1902) serviu como uma espécie de prefácio, um exorcismo que o Papa recomendou que bispos e padres exorcistas realizassem com frequência (na verdade, diariamente), em suas dioceses e paróquias, e que ele próprio recitava com frequência ao longo do dia.
Várias variantes dessa história são contadas. A primeira a aparecer impressa foi num artigo da edição dominical de um jornal alemão em 1933, que afirmava que, como resultado da visão, logo após 1880 Leão ordenou que a oração a São Miguel fosse recitada. Na realidade, foi somente em 1884 que o Papa instituiu as Orações Leoninas, ainda naquela época sem a oração a São Miguel. Um ano depois, um escritor alemão, Pe. Bers, tentou rastrear a origem da história e declarou que, embora a história fosse amplamente difundida, em nenhum lugar ele conseguiu encontrar um traço de prova. Fontes próximas à data da instituição da oração em 1886, incluindo um relato de uma conversa com Leão XIII sobre sua decisão, não dizem nada sobre a suposta visão. Bers concluiu que a história era uma invenção posterior que estava se espalhando como um vírus. A história também é encontrada em Begone Satan: A Soul-Stirring Account of Diabolical Possession in Iowa, de Carl Vogl, de 1935.
Numa versão posterior, diz-se que a visão ocorreu não em 1880, mas em 13 de outubro de 1884, o ano em que as Orações Leoninas foram instituídas, mas sem a Oração a São Miguel. E ainda outra data, 25 de setembro de 1888, dois anos após o Papa Leão XIII ter adicionado a oração às Orações Leoninas, foi citada numa versão de 1991.
Outra versão informada da visão, relata uma conversa detalhada entre a voz de Satanás, que disse que destruiria a Igreja se tivesse poder e tempo suficientes, e a voz de Deus, permitindo que Satanás fizesse o que quisesse. De acordo com William Saunders, escrevendo no Arlington Catholic Herald, Leão disse que Deus permitiu que Satanás escolhesse um único século no qual trabalharia o seu pior contra a Igreja; ele escolheu o século XX, e Deus revelou privadamente os eventos futuros do século XX a Leão.